# Saulxures-lès-Nancy
Saulxures-lès-Nancy é uma comuna francesa na região administrativa de Grande Leste, no departamento de Meurthe-et-Moselle. Estende-se por uma área de 7,05 km². Em 2010 a comuna tinha 4 230 habitantes (densidade: 600 hab./km²).